# 이가봇
이가봇 (Ichabod, Hebrew: אִיכָבוֹד ʼīyḵāḇōḏ, – without glory, or "where is the glory?")은 하나님의 영광이 떠나버렸다라는 의미이다. 사무엘 상에서 제사장 비느하스의 아들로 언급된다. 그의 어머니는 남편과 시아버지인 엘리 제사장이 죽었다는 소식과 궤가 빼앗겼다는 소식을 듣고 충격을 받아 진통으로 죽으면서 이 말을 하였다.
참고구절: 사무엘상 3장 21~22절